# Stanislav Petrov
Stanislav Yevgráfovich Petrov (en ruso: Станислав Евграфович Петров, romanización Stanislav Evgrafovič Petrov) (Vladivostok, 7 de septiembre de 1939-Friázino, 19 de mayo de 2017) fue un teniente coronel de las Tropas de Defensa Aérea Soviéticas que desempeñó un papel clave en el llamado incidente del equinoccio de otoño en 1983. 
El 26 de septiembre de 1983, tres semanas después de que los militares soviéticos derribaran el vuelo 007 de Korean Air, Petrov era el oficial de guardia en el centro de mando del sistema de alerta temprana nuclear OKO cuando el sistema informó de que se había lanzado un misil desde los Estados Unidos, seguido de cinco más. Petrov consideró que los informes eran una falsa alarma y decidió desacatar lo que ordenaba el protocolo militar soviético. Por esta acción, se le atribuye el haber evitado un ataque nuclear de represalia indebido contra los Estados Unidos y sus aliados de la OTAN lo que podría haber desembocado en una guerra nuclear a gran escala. La posterior investigación confirmó que el sistema de alerta de los satélites soviéticos había funcionado mal.

## El incidente
El 26 de septiembre de 1983 (todavía 25 de septiembre en Estados Unidos), Stanislav Petrov evitó lo que pudo ser una catástrofe mundial cuando se produjo el llamado Incidente del equinoccio de otoño, que colocaría al mundo a escasos segundos del Apocalipsis atómico. A las 00.14 (hora de Moscú) un satélite soviético dio la alarma: un misil balístico intercontinental estadounidense se habría lanzado desde la Base de la Fuerza Aérea Malmstrom (Montana, Estados Unidos) y en 20 minutos alcanzaría la Unión Soviética.
Stanislav Petrov estaba a cargo del búnker Sérpujov-15, el centro de mando de la inteligencia militar soviética desde donde se coordinaba la defensa aeroespacial rusa. Su misión era verificar y alertar de cualquier ataque a sus superiores, con lo que se iniciaría el proceso para contraatacar con armamento nuclear a los Estados Unidos.
Solo tres semanas antes, la Unión Soviética había derribado un avión de pasajeros surcoreano que había invadido el espacio aéreo soviético, con lo que mató a las 269 personas a bordo, incluidos varios estadounidenses. La OTAN pronto comenzó el ejercicio militar «Able Archer 83», interpretado por el KGB como una preparación de un primer ataque.
De acuerdo con CNN, el KGB había enviado un mensaje a sus espías en occidente para advertirles de que se prepararan ante una posible guerra nuclear.
En principio, Petrov pensó que debía de tratarse de un error, porque no tendría sentido que los estadounidenses atacaran con un único misil. Más tarde, los ordenadores indicaron que cuatro misiles más se dirigían hacia la URSS.
Petrov conocía bien las peculiaridades del sistema satélite de alerta temprana OKO y creía que este podía equivocarse, así que consideró de nuevo que eran muy pocos misiles, solo cinco, cuando Estados Unidos tenía miles. Decidió esperar y se descubrió que era una falsa alarma causada por una rara conjunción astronómica entre la Tierra, el Sol y la posición específica del satélite OKO. Cuando le preguntaron por qué no había dado la alerta, contestó:

La gente no empieza una guerra nuclear con solo cinco misiles.
Stanislav Petrov

## Consecuencias
Este incidente avergonzó a altos cargos soviéticos, y responsables de la disciplina militar consideraron que el teniente coronel Petrov se había equivocado en su decisión (ya que su deber era comunicar el dato a sus superiores, y dejar que ellos decidieran si era erróneo o no). Sin embargo, dadas las circunstancias no le castigaron, pero le destinaron a un puesto inferior y decidieron ocultar el incidente.
Petrov se retiró del ejército y pasó sus últimos días como pensionista en Friázino, Rusia.

## Reconocimientos

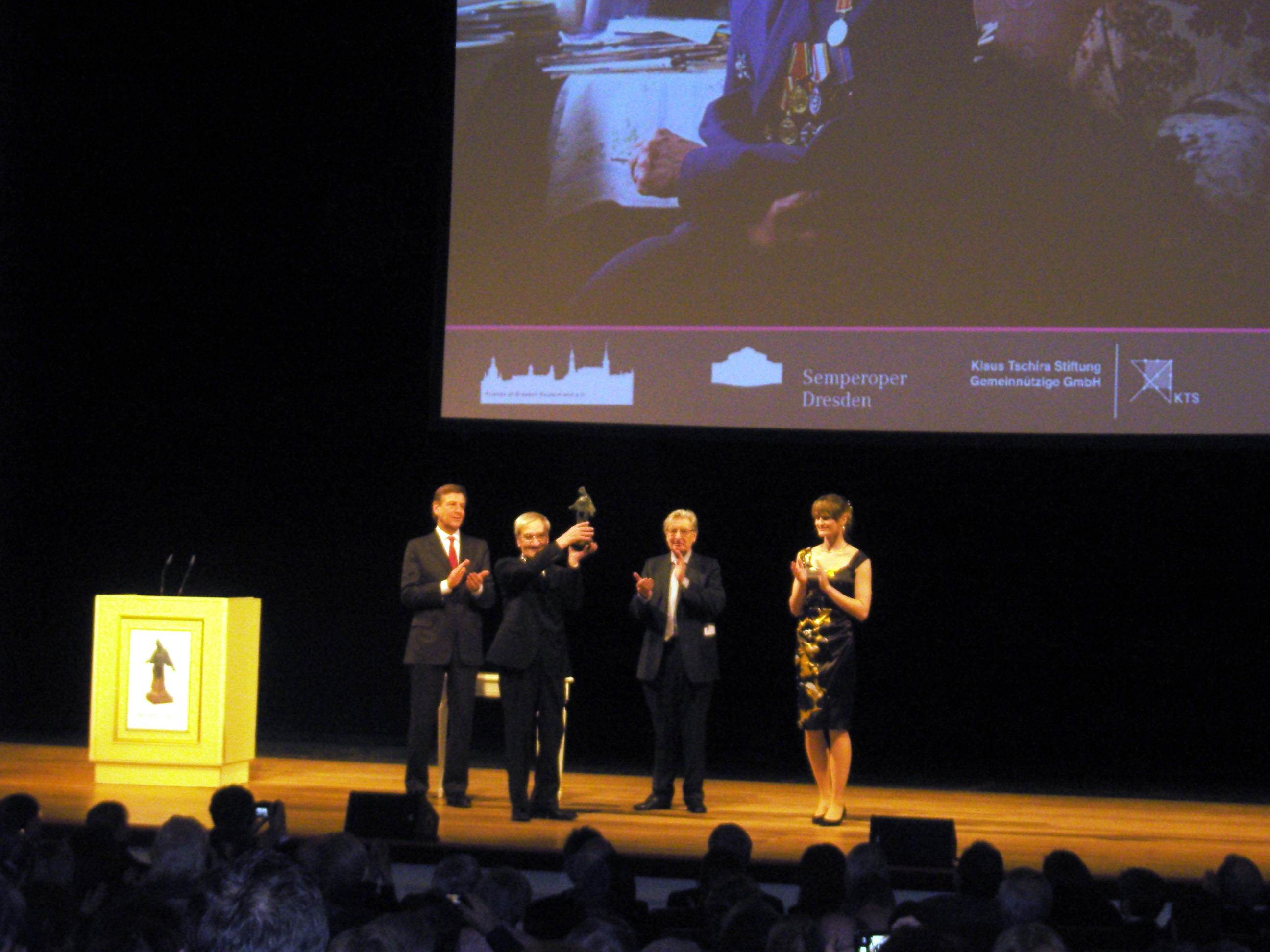
Petrov (segunda persona de izquierda a derecha) recibiendo un premio.

Aunque él no se consideraba un héroe por lo que hizo, la Association of World Citizens (Asociación de Ciudadanos del Mundo) le otorgó su premio World Citizen Award el 21 de mayo de 2004, que consta de un trofeo y 1000 dólares estadounidenses, por evitar lo que podría haber sido un desastre mundial.
En enero de 2006, Petrov viajó a Estados Unidos, donde fue homenajeado por las Naciones Unidas, y donde le fue entregado un segundo premio de la Asociación de Ciudadanos del Mundo.
Demás honores y premios recibidos:
- El Senado australiano le premió el 23 de junio de 2004.
- En Alemania, le dieron el Premio Alemán de Medios en 2011, que reconoce a personas que han hecho contribuciones significativas a la Paz Mundial por haber evitado una posible guerra nuclear.
- Fue premiado en Baden-Baden el 24 de febrero de 2012.
- Galardonado con el Dresden Preis en 2013.
- Kevin Costner realizó el documental El botón rojo en su honor.
- La historia del incidente es relatada en la novela La redención del camarada Petrov publicada por el escritor argentino Eduardo Sguiglia (Editorial Edhasa, 2023).[4]

## Documental
En el documental The Red Button & The Man Who Saved The World (El botón rojo y el hombre que salvó al mundo, 2008) Petrov relató: 

Todo lo que pasó no me concernía; era mi trabajo. Estaba simplemente haciendo mi trabajo y fui la persona correcta en el momento apropiado, eso es todo. Mi difunta esposa estuvo diez años sin saber nada del asunto. «¿Pero qué hiciste?», me preguntó. No hice nada.